# Pick-up artist
Een pick-up artist (afgekort PUA) is een persoon, meestal een heteroseksuele man, die technieken en strategieën toepast om succesvoller te worden in het benaderen en verleiden van potentiële partners. De PUA-gemeenschap, ook wel bekend als de seduction community of pick-up community, ontstond via nieuwsgroepen en internetfora, en is tegenwoordig vooral actief op sociale media zoals YouTube, Reddit en blogs, naast seminars, coaching en lokale groepen.
De opkomst van de beweging wordt vaak in verband gebracht met veranderende genderrollen en sociale normen, waarbij er meer nadruk kwam te liggen op individuele sociale vaardigheden en persoonlijke ontwikkeling.
De activiteiten en methoden van pick-up artists zijn onderwerp van maatschappelijke discussie. Critici beschouwen bepaalde technieken als seksistisch of misogynistisch, terwijl voorstanders wijzen op het belang van zelfvertrouwen en sociale vaardigheden.

## Pick-up jargon
Binnen de pick-up artist-gemeenschap is een uitgebreide woordenschat ontstaan, vaak bestaande uit acroniemen en specifieke termen, die worden gebruikt om technieken, sociale dynamiek, interacties en personen te beschrijven. Dit jargon werd oorspronkelijk ontwikkeld op nieuwsgroepen en internetfora in de jaren 1990 en heeft zich later verder verspreid via blogs, Reddit, en in populair taalgebruik.
Veelgebruikte termen zijn onder meer:
- HB (Hot Babe): aanduiding voor een aantrekkelijke vrouw, vaak gecombineerd met een cijfer (bijvoorbeeld HB8) om een subjectieve beoordeling van aantrekkelijkheid te geven.
- AFC (Average Frustrated Chump): term voor een man die weinig succes heeft met vrouwen, vaak in tegenstelling tot een succesvolle pick-up artist.
- MPUA (Master Pick-Up Artist): een zeer ervaren en succesvolle pick-up artist.
- PUG (Pick-Up Guru): een mentor of coach binnen de gemeenschap die anderen opleidt.
- DHV (Demonstration of Higher Value): een strategie waarbij iemand specifieke eigenschappen of vaardigheden etaleert om aantrekkelijker over te komen.[1]
- DLV (Demonstration of Lower Value): gedrag dat juist de sociale status verlaagt of minder aantrekkelijk maakt.
- Negging: een lichte, ogenschijnlijk vriendelijke belediging bedoeld om de status van een doelwit subtiel te verlagen en interesse te wekken.[1]

Ook zijn er termen die in de algemene jongerencultuur terecht zijn gekomen:
- `Wingman`: een vriend of vriendin die helpt bij het aangaan van sociale interacties, vaak door ondersteuning te bieden of een sociale ingang te creëren.[1]
- `Fuckbuddy`: een seksuele partner met wie men een losse, niet-romantische relatie onderhoudt.[1]
- `Cockblock`: een persoon die een flirt of toenaderingspoging onbedoeld of opzettelijk verstoort.[1]

Naast de algemene termen zijn er binnen bepaalde subgroepen binnen de gemeenschap ook meer controversiële begrippen ontstaan:
- FUG (Fucking Ugly Girl) en warpigs: denigrerende termen voor vrouwen die als onaantrekkelijk worden beschouwd; deze termen worden niet universeel binnen de gemeenschap gebruikt, maar komen voor in sommige stromingen.
- Holenmangedrag: het op directe en fysieke wijze initiëren van contact, geïnspireerd door het idee dat vroege mensen instinctief en zonder verfijnde sociale conventies interacteerden. De term wordt vaak speels gebruikt binnen de gemeenschap.[1]

Het jargon weerspiegelt zowel de sociale dynamiek die pick-up artists proberen te beïnvloeden als de uiteenlopende benaderingen binnen de gemeenschap, variërend van speelse interactie tot meer controversiële strategieën.

## Kritiek
De pick-up artist-gemeenschap is onderwerp van maatschappelijke discussie. Critici bekritiseren bepaalde stromingen binnen de gemeenschap vanwege vermeend seksisme en misogynie. Zij stellen dat sommige technieken manipulatief kunnen zijn of grenzen aan ongewenst gedrag.
Aan de andere kant benadrukken voorstanders, zoals Neil Strauss in zijn boek The Game (2005), dat veel deelnemers binnen de gemeenschap zich richten op persoonlijke ontwikkeling, zelfvertrouwen en het verbeteren van sociale vaardigheden. Zij zien pick-up technieken voornamelijk als hulpmiddelen om sociale angsten te overwinnen en authentieke interacties aan te gaan.
De perceptie van pick-up artists varieert dan ook sterk, afhankelijk van de stroming binnen de gemeenschap en de gebruikte methoden.